# Conflictul din Tigrai

Statul Tigrai în interiorul Etiopiei.

Conflictul din Tigrai (în somaleză Colaada Tigray) este un conflict armat în desfășurare care a început în noiembrie 2020 în Statul Tigrai din Etiopia, între forțele speciale din regiune (conduse de Frontul de Eliberare al Poporului Tigrin) și Forțele Naționale de Apărare a Etiopiei, în alianță cu forțele speciale din statele Amhara și Afar, Fano (o miliție locală de etnie amarană, și Forțele de Apărare Eritreene.
Conflictul a rezultat din încercarea primului-ministru Abiy Ahmed de a îndepărta sistemul țării de federalism etnic, un sistem de partajare a puterii bazat pe etnie, care oferă control regional grupurilor etnice individuale care fuseseră marginalizate în trecut. Sistemul a fost totuși unul avantajos pentru minoritatea tigrină, membrii săi ocupând locuri importante la nivel federal. Prin fuzionarea la nivel național partidelor etnice și regionale ale Frontului Democrat Revoluționar al Poporului Etiopian, care guvernase Etiopia timp de 30 de ani, în Partidul Prosperității, Abiy a amenințat puterea Frontului de Eliberare al Poporului Tigrin (FEPT), o entitate militară și puternică din punct de vedere politic în Etiopia, reprezentând, după etnie, aproximativ 6% din populație. FEPT a refuzat să se alăture noului partid, creând tensiuni între cele două tabere. De asemenea, tigrinii au susținut că Ahmed a fost un conducător nelegitim pe baza faptului că el ar fi reprogramat alegerile generale care aveau să aibă loc la 29 august 2020 pe o dată nedeterminată din 2021, din cauza pandemiei de COVID-19. FEPT a susținut alegerile regionale pe cont propriu în septembrie 2020 - în sfidarea guvernului federal, care a considerat alegerile ilegale.
Cauza imediată a conflictului a fost un presupus atac din 4 noiembrie 2020 de către forțele organizate tigrine asupra sediului Comandamentului de Nord al Forței Naționale de Apărare a Etiopiei (FNAE), aripa de apărare a Guvernului Etiopiei.
Forțele federale au capturat capitala tigrină, Mek'ele, la 28 noiembrie, după care primul ministru Abiy a declarat că prima fază a operațiunii din Tigrai a fost „terminată”. FEPT a declarat că vor continua să lupte.

## Context

### Istoric/politic
După sfârșitul Războiului Civil Etiopian în 1991, Etiopia a devenit un stat cu partid dominant sub conducerea Frontului Democrat Revoluționar al Poporului Etiopian (FDRPE), o coaliție de partide bazate pe etnie al cărei membru fondator și cel mai influent a fost Frontul de Eliberare al Poporului Tigrin (FEPT), al cărui președinte a fost Meles Zenawi, prim-ministru până la moartea sa, în 2012. Hailemariam Dessalegn, un welait de etnie din Mișcarea Democrată Populară din Sudul Etiopiei (MDPSE), a devenit premier.
FEPT făcea parte din coaliția de guvernare etiopiană până la refuzul său din 2019 de a fuziona în Partidul Prosperității. Tensiunile dintre guvern și FEPT au crescut în lunile dinaintea intervenției militare Tigrai. Prim-ministrul Abiy Ahmend, care este de origine oromoană-amarană, i-a acuzat pe membrii partidului din guvernul regional tigrin că i-au subminat autoritatea. În schimb, autoritățile tigrine au considerat refuzul de a recunoaște alegerile din septembrie 2020 pentru parlamentul tigrin (care, împreună cu toate alegerile din Etiopia, au fost amânate de guvernul federal și de comitetul electoral până la sfârșitul pandemiei de COVID-19 în Etiopia) ca motiv al izbucnirii conflictului. Guvernul lui Abiy Ahmed a considerat alegerile din septembrie Tigray drept ilegale. Ameliorarea relațiilor dintre Abiy Ahmed și președintele eritreean Isaias Afwerki, care este prost văzut de către tigrini, a fost, de asemenea, considerată o cauză pentru alimentarea tensiunilor.
Cu o zi înainte de presupusul atac al FEPT asupra unei tabere militare, parlamentul federal din Etiopia a sugerat desemnarea partidului drept o organizație teroristă. Pe măsură ce tensiunea a continuat să crească, un general numit de Ahmed a fost împiedicat de guvernul tigrin să-și ocupe postul militar.

### Contextul constituțional
Constituția Etiopiei din 1995 prevede în articolul 39.1: „Fiecare națiune, naționalitate și popor din Etiopia are un drept necondiționat la autodeterminare, inclusiv dreptul la secesiune.”
Articolul 62.9 îi acordă lui Casei Federației dreptul de a „dispune de intervenția federală dacă un stat [guvern], încălcând constituția, pune în pericol ordinea constituțională”.
La sfârșitul lunii septembrie 2020, FEPT a declarat că termenul constituțional limită al Casei, al Camerei Reprezentanților Popoarelor (CRP), al prim-ministrului și al Consiliului de miniștri era 5 octombrie 2020 și că, din acest motiv, va lua în considerare "titularul" nelegitim din punct de vedere constituțional după 5 octombrie. FEPT a propus înlocuirea guvernului cu un guvern tehnocratic interimar, așa cum este detaliat într-un plan postat pe Facebook de Coaliția Forțelor Federaliste Etiopiene.

### Instigare la ură online
Între anii 2019-2020, Facebook a dominat internetul în Etiopia, jucând un rol major în încurajarea violenței etnice din țară. O postare pe Facebook din octombrie 2019 a dus la decesul a 78 de persoane în Etiopia. La mijlocul anului 2020, tensiunile etnice din Etiopia au fost amplificate de instigarea la ură din mediul online de pe Facebook care au urmat asasinării lui Hachalu Hundessa din 29 iunie. Revoltele cauzate de moartea lui Hachalu Hundessa, în care mulțimile „și-au lins, decapitat și dezmembrat victimele”, au avut loc cu „împărtășirea aproape instantanee și pe scară largă a discursurilor de ură și a incitării la violență pe Facebook, care a bătut furia oamenilor”, potrivit lui David Gilbert, scriind în Vice. Oamenii „cer genocid și atacuri împotriva anumitor grupuri religioase sau etnice” și „postează în mod deschis fotografii cu mașini arse, clădiri, școli și case”, potrivit Network Against Hate Speech, un grup de cetățeni etiopieni. Berhan Taye de la Access Now a declarat că, în Etiopia, violența offline duce rapid la „apeluri la atacuri etnice, discriminare și distrugere a proprietăților, [care] devin virale”. El a declarat: „Inacțiunea Facebook ajută la propagarea urii și polarizării într-o țară și are un impact devastator asupra narațiunii și amplorii violenței.”

## Desfășurare

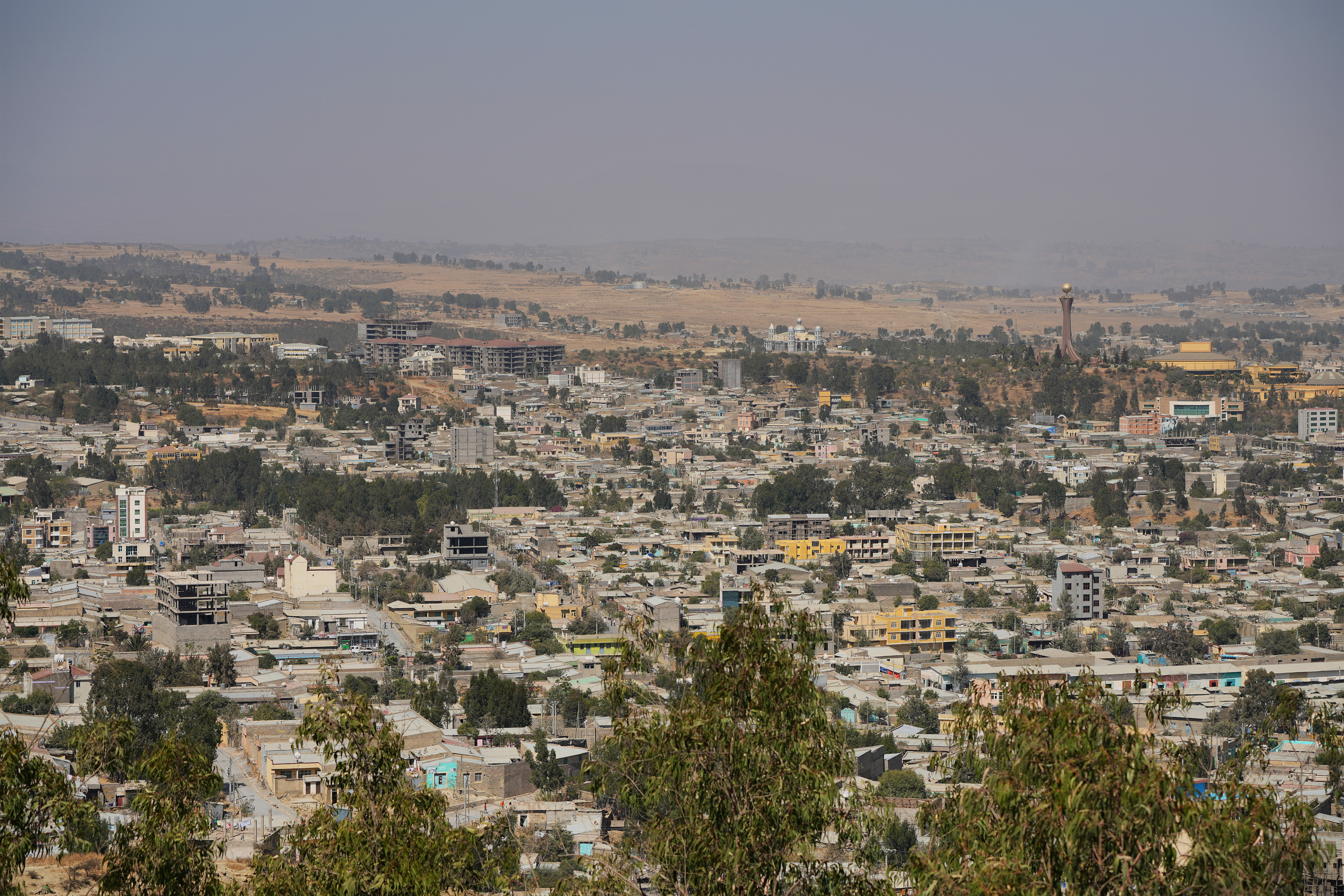
Mekelle, capitala Tigraiului.

La 4 noiembrie 2020, soldații FEPT-ului și ai Forței Naționale de Apărare Etiopiene (FNAE) au intrat în conflict în timpul presupuselor atacuri tigrine asupra unei baze etiopiene din Macallè și a cazărmii Batalionului 5 din Danșa. Drept răzbunare, a fost lansată o ofensivă etiopiană, care a fost însoțită de o declarație a stării de urgență și de închidere a serviciilor guvernamentale din regiune. În zilele următoare, luptele au continuat și parlamentul etiopian a declarat crearea unui guvern interimar pentru Tigrai. Ofensivele etiopiene din nord au fost însoțite de atacuri aeriene, care au condus la cucerirea mai multor orașe. În noaptea dintre 9 și 10 noiembrie, 600 de civili, în majoritate de etnie amarană din Welkait au fost uciși într-un masacru din orașul Mai Kadra cu machete și cuțite folosite de milițiile locale și polițiști fideli FEPT-ului, conform anchetelor preliminare ale Amnesty International și Comisia pentru drepturile omului din Etiopia. Refugiații intervievați de The Daily Telegraph, The Guardian și The New York Times au declarat că la sosirea în Humera la începutul lunii noiembrie, milițiile amharane, inclusiv Fano, și FNAE au efectuat masacre și au atacat tigrinii. FNAE a câștigat controlul asupra Humerei pe 12 noiembrie. La 14 noiembrie 2020, forțele tigrine au lansat rachete în capitala eritreană Asmara, dar rachetele au ratat ținta.
Până la 18 noiembrie, Ahmed a susținut că FNAE a capturat orașele Șire și Axum cu bătălii purtate în jurul orașului Mekelle; Forțele etiopiene au susținut în continuare că au capturat pământuri la sud de oraș. La 23 noiembrie, guvernul a emis un ultimatum acordând rebelilor 72 de ore să se predea. La 26 noiembrie, după încheierea ultimatumului, Abiy a ordonat forțelor militare federale să lanseze un atac asupra Mekellelui. La 28 noiembrie, guvernul etiopian a anunțat că a preluat controlul asupra orașului, punând capăt „ultimei faze a operațiunii sale de aplicare a legii”. FEPT a declarat că vor continua să lupte. Președintele FEPT, Debretsion Gebremichael, a confirmat că organizația sa se retrage din Mekelle. Se crede că mii de oameni au fost uciși în conflict și aproximativ 44.000 au fugit în Sudan. La 29 noiembrie, susțineri conform cărora Sudanul de Sud îl găzduiește Debretsion au dus la retragerea bruscă a ambasadorului etiopian din Sudanul de Sud în Etiopia, în timp ce unor diplomați sud-sudanezi din Etiopia li s-ar fi acordat 72 de ore pentru a părăsi țara. La 2 decembrie, Organizației Națiunilor Unite i s-a promis accesul umanitar pe teritoriul deținut de FNAE în regiunea Tigraiului.

### Rolul rețelelor de socializare
Claire Wilmot, scriind în The Washington Post, a speculat că restricțiile de internet impuse de guvernul lui Abiy în timpul conflictului din Tigrai ar putea fi motivate de dorința de a calma situația, acuzând separatiștii tigrini de folosirea platformelor de socializare pentru a își răspândi mesajul. Ea a susținut că o mare parte a activității de pe Twitter pe care a analizat-o a fost o comunicare autentică în limba engleză a membrilor diasporei etiopiene, cu hashtagul #StopTheWarOnTigray (Opriți războiul din Tigrai) și care urmărește să completeze „imaginea unilaterală și extrem de periculoasă” care a dominat punctele de vedere asupra conflictului. Acest hashtag este utilizat în principal de susținătorii și simpatizanții FEPT-ului pentru intervenția ilicită a țărilor occidentale pentru a opri contraatacul forțelor etiopiene asupra acestora. Intenția este de a împiedica efortul guvernului de a aduce liderii tigrini în fața justiției și de a-i face răspunzători pentru acțiunea lor pentru atacarea forțelor de apărare etiopiene. De exemplu, acest hashtag nu este folosit pentru a amplifica masacrul Mai Kadra, presupus săvârșit de forțele tigrine. Mai mult, hashtagul nu a fost folosit pentru a solicita eliberarea ofițerilor și soldaților forței de apărare etiopiene din comanda nordică și soldați ținuți ostatici de FEPT. Wilmot a observat că activitatea online etiopiană legată de conflictul din Tigrai este în mare parte distinctă de instigarea la ură online etiopiană, care în 2019 a fost în mare parte în amhară pe Facebook, dar a sugerat de asemenea că liniile dintre activitatea politică online autentică și dezinformarea deliberată deveneau neclare. Wilmot a sugerat că „vidul informațional” din conflict a redus „capacitatea de a verifica informațiile”.

## Reacții și opinii

### În cadrul Etiopiei
- Frontul Național de Eliberare al Ogadenului (FNEO) a condamnat „decizia președintelui Mustafe de a-i numi pe somalezii din Etiopia drept susținătorii războiului împotriva Tigrai”.[65]
- La 12 noiembrie 2020, președintele FEPT, Debretsion Gebremichael, a negat acuzațiile conform cărora FEPT s-a predat, afirmând că "încă ne mai ținem. Acești oameni nu ne pot învinge. Nu putem fi înfrânți".[66]
- La 27 noiembrie, procurorul general etiopian, Gedion Timothewos, presat de Stephen Sackur de la BBC pentru a clarifica dacă țara sa se „scufundă acum în războiul civil”, a răspuns: „Dacă prim-ministrul ar lăsa FEPT să continue cu genul de acțiuni care au înfăptuit până acum, dacă i-ar fi lăsat să dobândească armele grele pe care doreau să le câștige atacând Comandamentul Nordic, da, am fi ajuns în acest tip de situație; dar luând măsurile pe care le luăm chiar acum, vom fi capabili să evităm această posibilitate."[67]

### Internaționale
La nivel mondial, organizațiile umanitare și comunitatea științifică au solicitat rapid încetarea luptelor și ajutor umanitar pentru poporul din Tigrai.
Din partea altor țări
- Canada - Ministrul canadian de externe, François-Philippe Champagne, a cerut tuturor beligeraților să dea dovadă de reținere. Champagne a cerut, de asemenea, o soluție pașnică și protecția civililor.[70]
- Djibouti - Președintele Djiboutian, Ismaïl Omar Guelleh, și-a exprimat sprijinul ferm pentru Abiy, spunând că a ales să „restabilească legea și ordinea la nivel federal și să-i pedepsească pe cei care doresc să rupă țara” și a respins perspectiva negocierilor, spunând că FEPT „s-a structurat astfel încât să aducă guvernul central în genunchi” și că discuțiile ar putea „duce doar la împărțirea Etiopiei”, întrucât ar crea un precedent în baza căruia alte grupuri regionale ar putea să își afirme propriile revendicări secesioniste.[6]
- Emiratele Arabe Unite - Potrivit FEPT-ului, Emiratele Arabe Unite au staționat drone în Eritreea pentru a oferi forțelor etiopiene sprijin aerian.[71]
- Regatul Unit - Ministrul britanic de externe, Dominic Raab, a declarat că a vorbit cu Abiy și a cerut „de-escalarea conflictului din Tigrai” și a afirmat în continuare că „accesul civil și umanitar trebuie protejat”.[72]
- SUA - Secretarul de stat al SUA, Mike Pompeo, a cerut încheierea conflictului și luarea de acțiuni imediată pentru restabilirea păcii. Acestsa a subliniat importanța protejării civililor.[73] Consilierul pentru politică externă al președintelui ales Joe Biden, Antony Blinken, și-a exprimat profunda îngrijorare cu privire la criza umanitară din Etiopia, violența etnică și amenințările la adresa păcii și securității din zonă. El a cerut FEPT-ului să protejeze civilii și să ia măsuri pentru a pune capăt conflictului.[74]

Organizații supranaționale
- ONU - Organizația Națiunilor Unite a avertizat cu privire la apariția unei crize umanitare majore, în cazul în care apare un conflict pe scară largă.[75] Înaltul Comisar al ONU pentru drepturile omului, Michelle Bachelet, a îndemnat părțile aflate în conflict în regiunea Tigrai din Etiopia să dea instrucțiuni clare forțelor lor de a lua toate măsurile de precauție și de a proteja civilii de ostilități.[76] Înaltul comisar al ONU pentru refugiați (UNHCR) Filippo Grandi, în timpul unei vizite în lagărul Um Raquba, a susținut că Sudanul necesită ajutor de 150 de milioane de dolari pentru a face față numărului excesiv de refugiați etiopieni care fug la granița sudaneză.[77]
- Uniunea Africană - Uniunea Africană a făcut apel la încetarea ostilităților și protecția civililor.[78]
- UE - Comisia Europeană a declarat că mobilizează un ajutor inițial de 4 milioane de euro, pentru a ajuta refugiații etiopieni strămutați care fug în Sudan.[79]

### Diaspora tigrină
În afara Etiopiei, oamenii din diaspora tigrină, precum și cei de origine eritreană, au ieșit în stradă pentru a protesta împotriva conflictului. Aceste proteste au inclus:
- 9 noiembrie, Washington D.C. ( SUA);[80]
- 12 noiembrie la Denver, Colorado ( SUA);[81]
- 14 noiembrie în Haga ( Olanda);[82]
- 18 noiembrie în Las Vegas ( SUA);[83]
- 21 noiembrie la Stavanger ( Norvegia);[84]
- 25 noiembrie în  Africa de Sud;[85]
- 1 decembrie la Bruxelles ( Belgia), la sediul Uniunii Europene.